# Kamienica przy placu Dominikańskim 5 w Krakowie
Kamienica przy placu Dominikańskim 5 – zabytkowa kamienica znajdująca się w Krakowie, w dzielnicy I przy placu Dominikańskim, na Starym Mieście.

## Historia kamienicy
Kamienica została wzniesiona w XIV wieku. Jej pierwszym właścicielem był Staszko Kroberski, notowany w źródłach w 1393. W latach 50. XVI wieku należała do Jana Bonera, który w 1560 sprzedał ją miastu. W II połowie XVI wieku i w XVIII wieku była przebudowywana. W 1775 powróciła w ręce prywatne, stając się własnością Franciszka Grelińskiego. Budynek spłonął podczas wielkiego pożaru Krakowa w 1850. Odbudowany został w 1853.
19 czerwca 1967 kamienica została wpisana do rejestru zabytków. Znajduje się także w gminnej ewidencji zabytków.